# Università di Kyoto
L'Università di Kyōto (京都大学) è un'università nazionale giapponese, situata a Kyoto. Faceva parte del gruppo delle 7 università imperiali, le più importanti del Giappone.